# Gascoyne

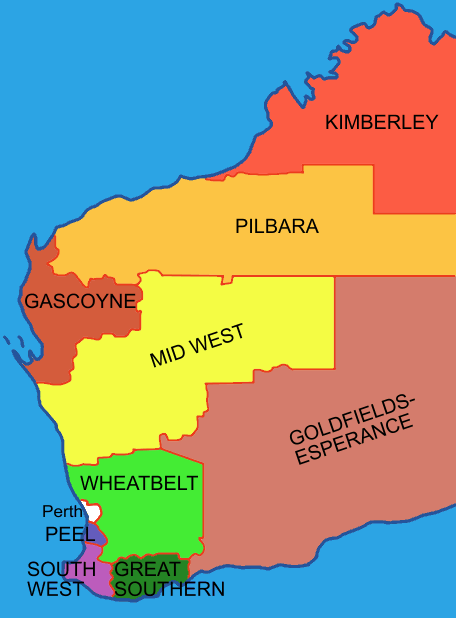
Mapa das regiões da Austrália Ocidental

A região de Gascoyne é uma das nove Regiões da Austrália Ocidental.
Deve o seu nome ao rio Gascoyne, assim designado pelo tenente George Grey em 1839 em homenagem ao seu amigo capitão J. Gascoyne.
Confronta com 600 km de costa do oceano Índico a oeste, a região de Pilbara a norte e a região de Mid West a a sudeste. Tem uma área total de 137 938 km2 e cerca de 14500 habitantes, sobretudo nas localidades de Carnarvon, Exmouth, Denham, Gascoyne Junction e Coral Bay.
Tem clima tropical seco com médias de temperatura máximas de 22ºC em julho e 35ºC em janeiro. 
A economia local é baseada em: 
- turismo devido ao recife de Ningaloo e à reserva da baía Shark (Património Mundial)
- criação de gado
- indústria do sal e do gesso